# Comptosia neosobria
Comptosia neosobria är en tvåvingeart som beskrevs av Yeates 1991. Comptosia neosobria ingår i släktet Comptosia och familjen svävflugor.
Artens utbredningsområde är Queensland. Inga underarter finns listade i Catalogue of Life.